# Kumano
Kumano (熊野市 -shi) é uma cidade japonesa localizada na província de OMie.
Em 2003 a cidade tinha uma população estimada em 20 370 habitantes e uma densidade populacional de 78,36 h/km². Tem uma área total de 259,96 km².
Recebeu o estatuto de cidade a 3 de Novembro de 1954.

## Cidades-irmãs
- Sakurai, Japão (desde outubro de 1986)
- Bastos, Brasil (desde dezembro de 1972)
- Sorrento, Itália (desde novembro de 2001)